# Istebné
Istebné (ungarisch Isztebne) ist eine Gemeinde im Okres Dolný Kubín innerhalb des Žilinský kraj in der Slowakei.

## Lage
Der Ort liegt im Tal des Flusses Orava (dt. Arwa) in der historischen Landschaft Orava, unterhalb den östlichsten Ausläufern der Kleinen Fatra und an den Westrändern der Berggebiete Oravská vrchovina und Oravská Magura. 

## Geschichte und Kultur
Bei der Gemarkung Hrádok sind mehrere Funde, z. B. ein Silberschatz aus der Hallstattzeit sowie eine Befestigung der Puchauer Kultur nachweisbar. Der Ort wurde zum ersten Mal 1316 als Istebna schriftlich erwähnt. 1382 wurde der Ort der landadligen Familie Dávid zugewiesen, seit dem 18. Jahrhundert war er im Besitz der Familien Csillághy und Ambrozy. Der Ort selbst war eine landwirtschaftliche Gemeinde, trotz der nur wenig fruchtbaren Böden.
Im Jahr 1952 wurde eine Hüttenfabrik gegründet, sie ist heute jedoch stillgelegt.
Zu den Sehenswürdigkeiten gehört ein barock-klassizistisches Landschloss aus dem 18. Jahrhundert, das heute als Kinderheim dient, und eine evangelische Artikularkirche. Sie wurde 1686 gebaut und 1730–1731 um ein Schiff erweitert. Noch im 18. Jahrhundert kam ein frei stehender Glockenturm hinzu. Die Kirche ist eine der fünf verbliebenen hölzernen Artikularkirchen.

## Weblinks

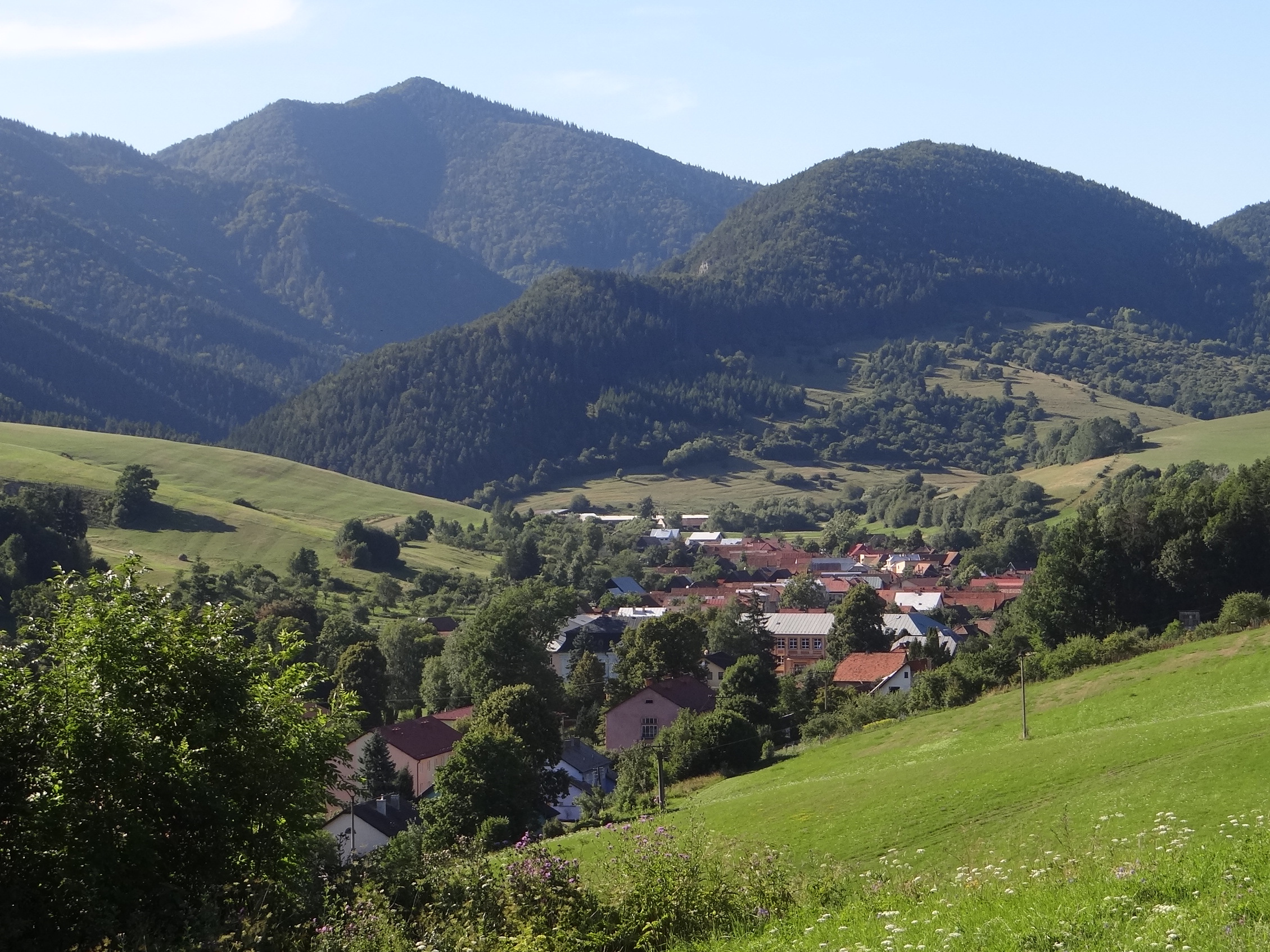
Blick über den Ort

## Bevölkerung
| Jahr                | 1994 | 2004    | 2014    | 2024    |
| ------------------- | ---- | ------- | ------- | ------- |
| Anzahl der Personen | 1473 | 1430    | 1347    | 1286    |
| Unterschied         |      | −2,91 % | −5,80 % | −4,52 % |

| Jahr                | 2023 | 2024    |
| ------------------- | ---- | ------- |
| Anzahl der Personen | 1301 | 1286    |
| Unterschied         |      | −1,15 % |